# Toyota Fortuner
La Toyota 4Runner, nota anche come Toyota SW4, è autovettura prodotta dalla casa automobilistica giapponese Toyota dal 2004. 

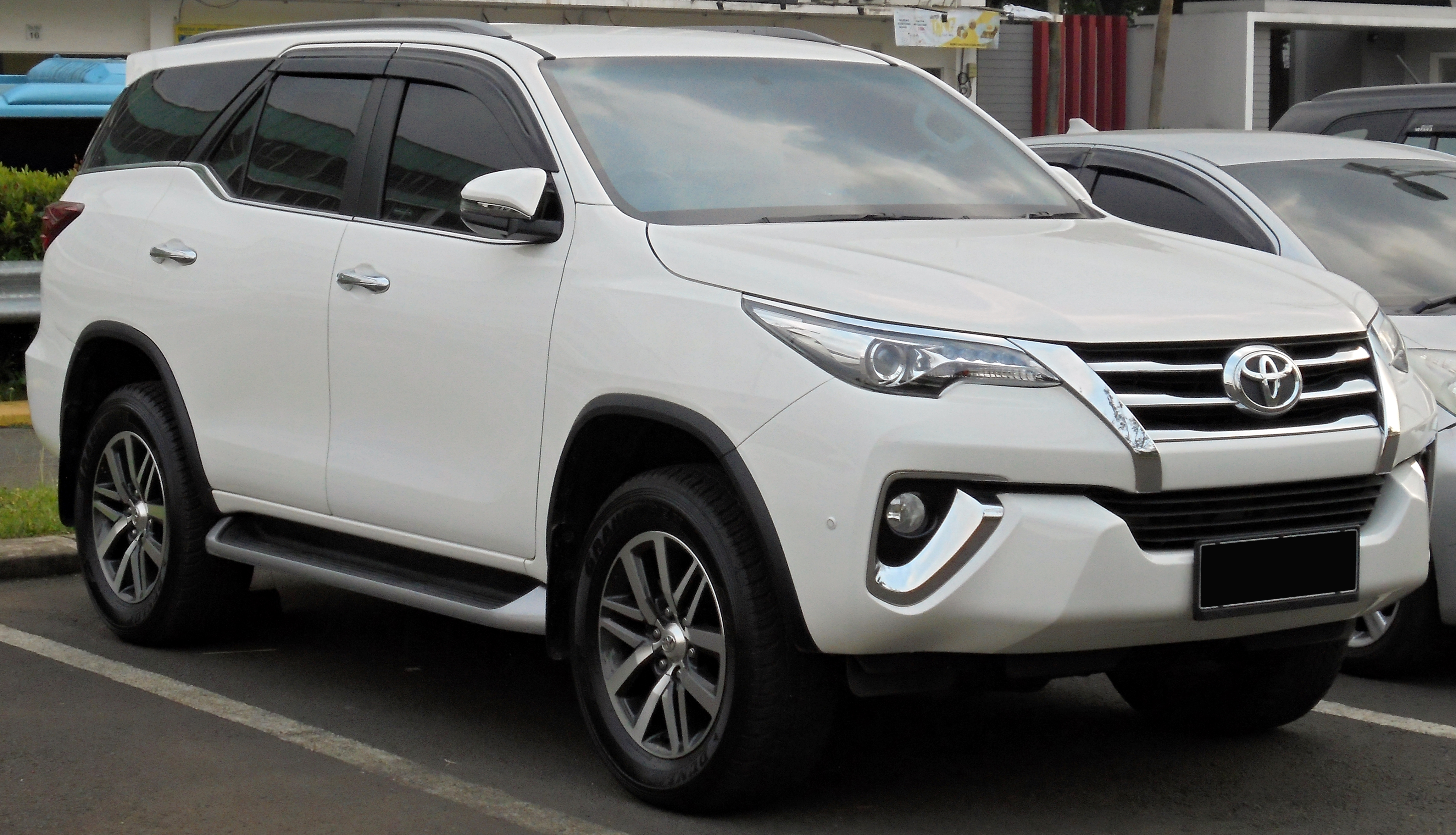
Fortuner II

## Profilo e contesto
Costruita sulla piattaforma del pick-up Toyota Hilux, è dotata di due/tre file di sedili ed è disponibile sia a trazione posteriore che in configurazione a trazione integrale. La vettura fa parte del progetto IMV di Toyota per motorizzare i mercati emergenti, che comprendono pure le Hilux e Innova.
Il nome Fortuner deriva dalla parola fortuna.
Mentre la Fortuner di prima generazione è stata sviluppato in Thailandia in simbiosi da ingegneri thailandesi e giapponesi, la sua versione aggiornata, così come le Hilux e Innova, è stata progettata dalla filiale Toyota Australia, che si è occupata ed è stata responsabile anche dello sviluppo della seconda generazione, introdotta nel 2015.